# Oryzias woworae
El medaka neón es la especie Oryzias woworae, un pez de agua dulce de la familia adrianictíidos, descubierto recientemente y endémico de la isla Muna, junto a Célebes (Indonesia).
Su bella coloración lo convierte en apetecible para su comercialización en acuariología.

## Anatomía
Cuerpo pequeño alargado con una longitud máxima descrita de 2,8 cm.
Esta especie se distingue de los demás peces arroz de su género en su característico patrón de color de las vértebras cervicales medias, en ambos sexos, de forma que la superficie ventral de la cabeza y el cuerpo por delante de las aletas pélvicas, dorsal parte de las aletas pectorales, aleta dorsal de base, la parte posterior de la base de la aleta anal, pedúnculo caudal, y las porciones dorsal y ventral de la aleta caudal son rojo brillante, mientras que las escamas medias laterales justo por detrás del ojo hasta la base de la aleta caudal y las escamas del cuerpo por delante de la aleta anal y medio-lateral por debajo de las escalas son de color azul-acero; el opérculo y la base de la aleta pectoral son plateados.
Esta especie tiene una aleta caudal truncada en forma de reloj de arena, en lugar de semilunar o emarginada, lo que la distingue de otras especies de medakas de Indonesia.

## Hábitat y biología
Habitan las aguas dulces pelágicas tropicales, de ph ligeramente ácido entre 6 y 7.